# Bezirk Marzahn
Der Bezirk Marzahn war von 1979 bis 2000 ein Verwaltungsbezirk von Berlin. Er umfasste zuletzt die Ortsteile Marzahn und Biesdorf. Bis 1986 gehörten auch die Ortsteile Hellersdorf, Kaulsdorf und Mahlsdorf zum Bezirk Marzahn. Das wieder auf dem Stand von 1979 bis 1986 zusammengefasste Gebiet des Bezirks bildet seit dem 1. Januar 2001 den Bezirk Marzahn-Hellersdorf.

## Lage
Der Bezirk Marzahn in dem 1986 bis 2000 bestehenden Umfang grenzte im Norden an das Bundesland Brandenburg, im Osten an den Bezirk Hellersdorf, im Süden an den Bezirk Köpenick sowie im Westen an die Bezirke Lichtenberg und Hohenschönhausen. Heute bildet dieses Gebiet den westlichen Teil des Bezirks Marzahn-Hellersdorf.

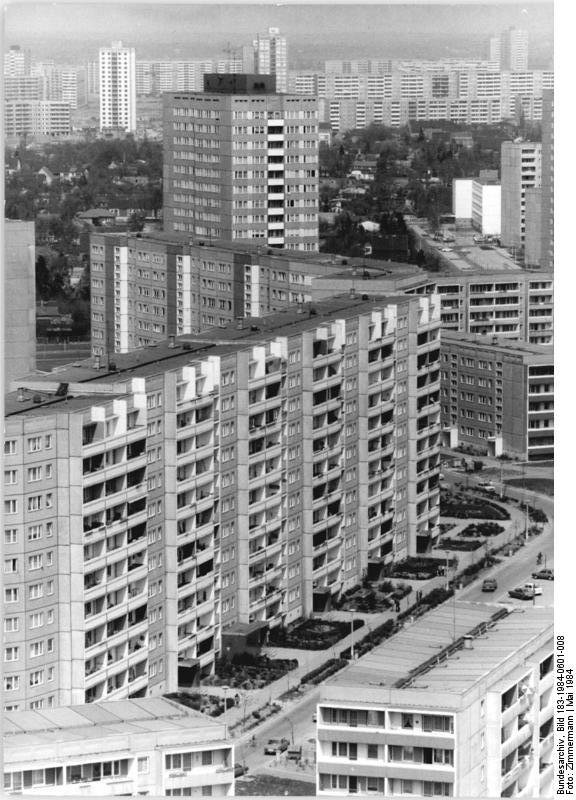
Großwohnsiedlung Marzahn

## Geschichte
Seit 1977 entstand in Ost-Berlin rund um das alte Dorf Marzahn die überwiegend in Plattenbauweise errichtete Großwohnsiedlung Marzahn. Am 5. Januar 1979 wurde aus den Ortsteilen Marzahn, Biesdorf, Hellersdorf, Kaulsdorf und Mahlsdorf, die bis dahin zum Bezirk Lichtenberg gehörten sowie aus einem großen Teil von Falkenberg aus dem Bezirk Weißensee der neue Stadtbezirk Marzahn gebildet.
Bereits 1976 war zur Erschließung der neuen Großsiedlung im Verlauf der Wriezener Bahn eine S-Bahn-Strecke vom Bahnhof Friedrichsfelde Ost bis zum Bahnhof Marzahn eröffnet worden. Diese Strecke wurde 1980 um zwei Stationen bis zum Bahnhof Otto-Winzer-Straße (heute Mehrower Allee) verlängert. 1982 erfolgte eine weitere Verlängerung bis zum Bahnhof Ahrensfelde.
Am 1. Juni 1986 schieden Mahlsdorf, Kaulsdorf und Hellersdorf aus dem Bezirk Marzahn aus und bildeten den neuen Bezirk Hellersdorf. 1987 wurde anlässlich der 750-Jahr-Feier Berlins am Kienberg die „Berliner Gartenschau“, die heutigen Gärten der Welt eröffnet. Am 1. Juli 1988 wurde der Bezirk Marzahn mit der Eröffnung der Streckenabschnitts Tierpark – Elsterwerdaer Platz auch von der Berliner U-Bahn erreicht. 1989 wurde diese Strecke (die heutige Linie U5) bis Hönow verlängert.
Die neue Großwohnsiedlung Marzahn erstreckte sich seit den 1980er Jahren bis über die Berliner Stadtgrenze hinaus und lag damit teilweise auch auf dem Gebiet der Gemeinde Ahrensfelde im Bezirk Frankfurt (Oder). Dieses Gebietsstück mit einer Fläche von 56 Hektar wurde durch den deutsch-deutschen Einigungsvertrag zum 3. Oktober 1990 endgültig nach Berlin und somit in den Bezirk Marzahn eingemeindet.
Zum 1. Januar 2001 wurde der Bezirk Marzahn im Rahmen der Berliner Bezirksreform mit dem Bezirk Hellersdorf zum neuen Bezirk Marzahn-Hellersdorf zusammengeschlossen. Der Bezirk Marzahn-Hellersdorf umfasst damit im Wesentlichen wieder die ursprüngliche Fläche des Bezirks Marzahn zwischen 1979 und 1986.

## Einwohnerentwicklung

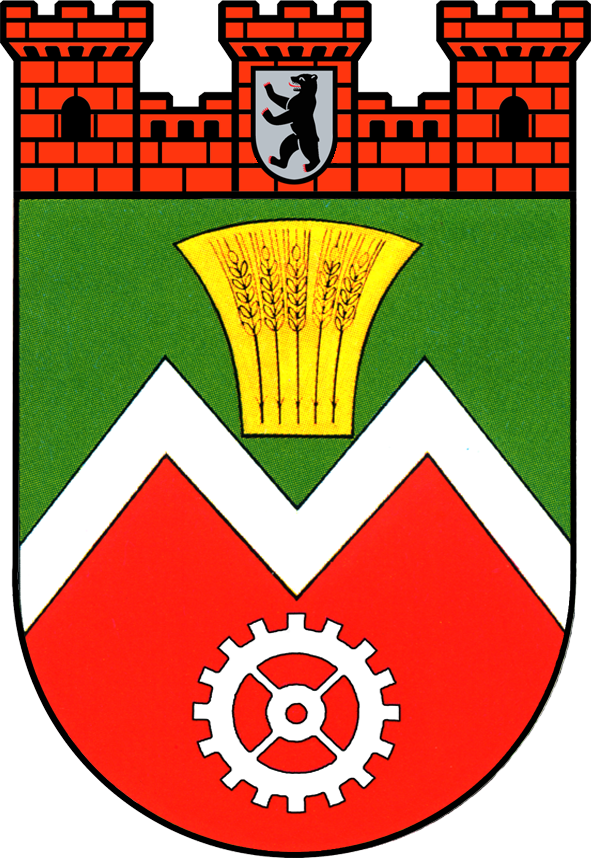
Wappen des Stadtbezirks Marzahn

| Jahr | Einwohner |
| ---- | --------- |
| 1979 | 063.967   |
| 1980 | 081.789   |
| 1981 | 105.647   |
| 1982 | 122.747   |
| 1983 | 141.371   |
| 1984 | 163.373   |
| 1985 | 190.161   |

| Jahr | Einwohner  |
| ---- | ---------- |
| 1986 | 0158.480 1 |
| 1987 | 172.476    |
| 1988 | 174.334    |
| 1989 | 170.240    |
| 1990 | 167.371    |
| 1995 | 160.261    |
| 2000 | 136.895    |

## Wahlen zur Bezirksverordnetenversammlung
Stimmenanteile der Parteien in Prozent:
| Jahr | PDS  | SPD  | CDU  | Grüne |
| ---- | ---- | ---- | ---- | ----- |
| 1992 | 34,9 | 28,2 | 13,8 | 11,2  |
| 1995 | 45,8 | 17,4 | 22,4 | 07,7  |
| 1999 | 45,4 | 14,8 | 26,4 | 02,4  |

## Bezirksbürgermeister
| Zeitraum  | Name           | Partei  |
| --------- | -------------- | ------- |
| 1979–1990 | Gerd Cyske     | SED     |
| 1990–1995 | Andreas Röhl   | SPD     |
| 1995–2000 | Harald Buttler | PDS/LDL |

## Partnerschaften des Bezirks Marzahn

### International
Budapest, IV. (Újpest), Ungarn
 Halton, Großbritannien
 Minsk (Stadtbezirke Partizan und Oktjabr), Belarus
 Tichau (Tychy), Polen

### National
- Lauingen, Bayern